# Contes et fables
El libro Contes et fables (cuentos y fábulas) es una selección de textos de la enciclopedia El Cristià (El Cristiano), escrito en catalán por Francesc Eiximenis (1327-1409), traducido al francés por Patrick Gifreu y publicado en Francia por Éditions de la Merci en 2009. 

## Resumen
Los Contes et fables se sitúan en el contexto de la educación teológica, de la cual el uso de los ejemplos y otras invenciones es sólo el instrumento. 
Eiximenis escribe siguiendo el modelo del fabulista medieval. Sus producciones son fieles a las fuentes comunes. Esta producción, sin embargo, revela el tratamiento literario que el autor hace de sus modelos. 
Para Eiximenis, es bueno ridiculizar el vicio a fin de corrección. Este será el mérito del humor. El autor teje un humor sutil con medias tintas, pero que desemboca en la farsa. 

## Edición
François Eiximenis, Contes et fables , Éditions de la Merci Archivado el 21 de julio de 2011 en Wayback Machine., Perpiñán, Francia, 2009, ISBN 978-2-9531917-2-1
- Datos: Q2995590